# Золотогрудая альциппа
Золотогрудая альциппа (Lioparus chrysotis) — это вид воробьиных птиц, обитающий в Бутане, Китае, Индии, Мьянме, Непале и Вьетнаме. Его естественные места обитания — это умеренные, субтропические или тропические влажные горные леса.

## Таксономия
В основе первоописания золотогрудой альциппы был типовой экземпляр, собранный натуралистом Брайаном Хофтоном Ходжсоном в Непале. Когда в 1845 году Эдвард Блит опубликовал описание этого вида, он присвоил ему латинское название Proparus chrysotis. Большинство орнитологов придерживались этой точки зрения вплоть до 1889 года, когда Юджин Оутс выделил золотогрудую альциппу в отдельный род Lioparus, сделав её типовым видом этого монотипического рода. Он выделил этот вид из рода Proparus, к которому в то время относились многие представители современного рода Fulvetta, потому что у золотогрудой альциппы существенно более широкий клюв, гораздо более длинные прикрывающие ноздри щетинки и более короткие когти на больших пальцах, чем у других видов этого рода. Описано шесть общепризнанных подвидов:

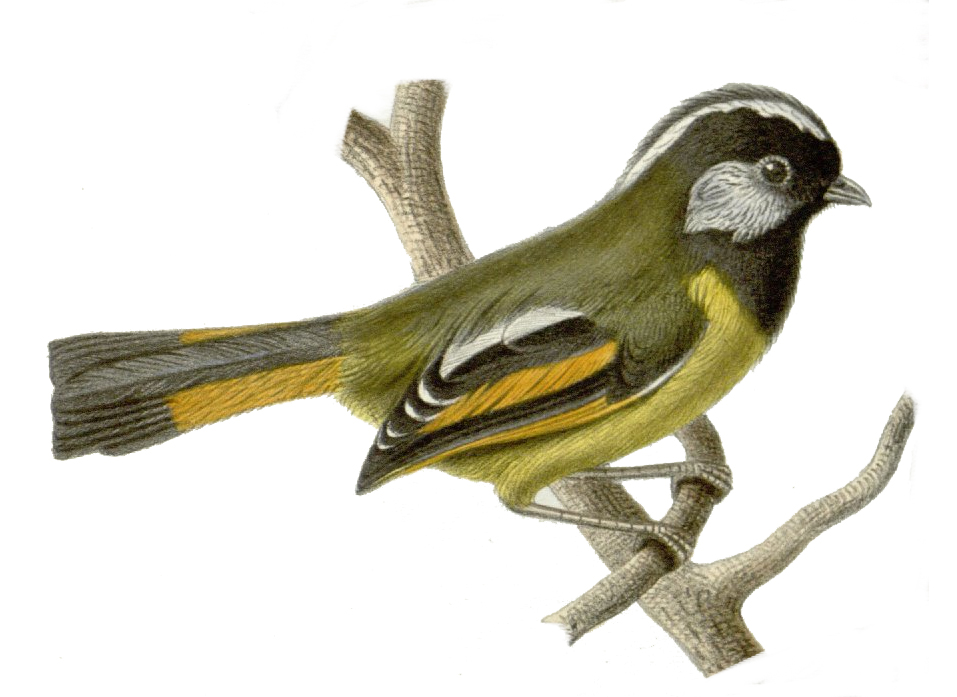
L. c. swinhoii, хорошо видна венечная полоска.

- L. c. chrysotis, номинальный подвид, встречается от востока центрального Непала до северо-востока Индии (запад Аруначал-Прадеш) и прилегающего южного Китая (юго-восток Тибетского автономного района).[7] У него серый подбородок и горло с серебристо-белыми кончиками перьев, пепельно-серая голова и либо отсутствует, либо имеется узкая белая венечная полоска[9][10]. У некоторых экземпляров из Сиккима венечная полоса серая[11].
- L. c. albilineatus, был описан Вальтером Коэльцом в 1954 году, встречается в Ассаме, Нагаленде и Манипуре на северо-востоке Индии[7]. Считается, что у него заметная белая венечная полоса и более яркое оперение[12][13].
- L. c. forresti, был описан Уолтером Ротшильдом в 1926 году, встречается на северо-востоке Мьянмы и северо-западе Юньнани (на юге Китая). Венечная полоса состоит из белых пятен, которые становятся желтоватыми у затылка. Он назван в честь коллекционера типового образца Джорджа Форреста[11].
- L. c. swinhoii, был описан Жюль-Пьером Верро в 1871 году, встречается в Китае от юго-востока Ганьсу, юга Шэньси и центра Сычуань на юг до Гуанси, юго-восток Хунань и север Гуандун.[7]
- L. c. amoenus, был описан в 1941 году Эрнстом Майром, встречается на юго-востоке Юньнани и Тонкине на северо-западе Вьетнама.[7]
- L. c. robsoni, был описан Дж. К. Имсом в 2002 г., встречается в центральном Вьетнаме[7]. У него жёлтые горло и подбородок, не совсем белая центральная полоса на макушке и оливково-серые кроющие уха[10].

## Описание
Золотогрудая альциппа — это небольшая птица длиной 10–11,5 см и массой от 5 до 10 г. Голова и корона угольно-черноватые или пепельно-серые, а черные крылья имеют оранжево-желтые полосы. У второстепенных маховых  белые кончики, а у коричневого хвоста две трети основания с оранжево-желтой окантовкой. Брюшко и грудь преимущественно жёлтые, а горло может быть серым или желтоватым в зависимости от популяции и подвида. Наличие, заметность и цвет венечной полосы на темени изменчивы в зависимости от популяции и подвида. Половой диморфизм по окраске оперения отсутствует.

## Ареал и места обитания
Златогрудая альциппа встречается от центрального Непала через Бутан, северную Индию и Мьянму до западного Китая и северного Вьетнама. Это высотный мигрант, перемещающийся из мест размножения на высоте 2000-2800 м в предгорья до высоте 1600 м, а зимой иногда и до 1300 м.
Златогрудые альциппы водятся в широколиственных вечнозеленых лесах и горных бамбуковых зарослях, где они добывают насекомых на небольшой высоте, передвигаясь зимой группами до 30 особей и часто присоединяясь к смешанным стаям кормящихся видов.

## Сохранение и угрозы
Международный союз охраны природы (МСОП) относит златогрудую альциппу к видам, вызывающим наименьшее беспокойство. Хотя его популяция не была определена количественно и считается, что она сокращается, это сокращение не считается резким, и её общий ареал огромен. В последнее время, усилилось давление на некоторые популяции, где местные жители ловят их для использование в пищу или для содержание в неволе.
Несколько видов перьевых клещей были описаны c экземпляров златогрудой фульветты, включая Timalinyssus grallator, Neocalcealges chrysotis, Anhemialge lioparus и Resartor extraneus из Китая.

## Комментарии
1. ↑  Хотя журнал, в котором появилось описание, датирован 1844 годом, есть веские доказательства того, что его публикация была отложена до 1845 года[3].
2. ↑  Длина измеряется от кончика клюва до кончика хвоста мертвой птицы (или шкуры), лежащей на спине[14].